# TEM1型柴油机车
TEM1型柴油机车（俄语：ТЭМ1）是苏联铁路的调车柴油机车车型之一，由布良斯克机械制造厂设计制造，1958年至1968年间生产了超过1900台。

## 发展历史
苏德战争结束后，哈尔科夫运输机械制造厂通过参考从美国引进的Da型柴油机车，于1947年成功研制了TE1型柴油机车，成为苏联铁路史上第一种投入大批量生产的柴油机车。1947年，TE1型柴油机车在莫斯科的柳布利诺编组站（Люблино-Сортировочное）进行调车作业试验，以验证TE1型机车替换EU型蒸汽机车担当调车机车的可行性。试验结果显示了柴油机车的巨大优势，其调车作业效率比蒸汽机车提高20～40%，而燃料及维护费用下降了50～70%。其后，塔什干铁路运输工程学院（ТИИЖТ）使用一台TE1型机车继续进行对柴油调车机车的研究，研究结论和之前还是相同，作业效率比蒸汽机车提高了50%，并能节省五分之四的燃料费用，每小时的运行成本减少35～40%；该研究还认为，由于TE1型柴油机车并非专门按调车机车的需要而设计，因此柴油机车作为调车机车方面尚有更大的潜力。
1958年，布良斯克机械制造厂在TE1、TE3型柴油机车的基础上，研制了TEM1型调车柴油机车。TEM1型柴油机车沿用了与TE1型机车相同的车体结构、牵引发电机和其他辅助设备，并采用了经过改进的2D50型柴油机，而走行部结构包括转向架及牵引电动机均与TE3型机车相同。因此，TEM1型机车实际上是TE1、TE3型机车的混合体，机车绝大部分零部件均能够通用，不仅有利于减少设计工序和快速投入生产，亦使机务部门的维护工作更为方便。至1968年，布良斯克机械制造厂停产了TEM1型机车，并转产新一代的TEM2型柴油机车。
| 生产年份 | 交付数量   | 交付数量     | 交付数量 | 机车编号   |
| -------- | ---------- | ------------ | -------- | ---------- |
| 生产年份 | 苏联铁道部 | 路外企业用户 | 共计     | 机车编号   |
| 1958年   | 13         | 2            | 15       | 0001～0015 |
| 1959年   | 65         | 55           | 120      | 0016～0135 |
| 1960年   | 108        | 54           | 162      | 0136～0297 |
| 1961年   | 130        | 58           | 188      | 0298～0485 |
| 1962年   | 135        | 65           | 200      | 0486～0685 |
| 1963年   | 140        | 50           | 190      | 0686～0875 |
| 1964年   | 135        | 85           | 220      | 0876～1095 |
| 1965年   | 114        | 83           | 197      | 1096～1292 |
| 1966年   | 107        | 146          | 253      | 1293～1545 |
| 1967年   | 120        | 151          | 271      | 1546～1816 |
| 1968年   | 37         | 93           | 130      | 1817～1946 |

## 参看
- TE1型柴油机车
- TE2型柴油机车
- TE3型柴油机车